# Pseudoacontias
Pseudoacontias – rodzaj jaszczurek z podrodziny Scincinae w rodzinie scynkowatych (Scincidae).

## Zasięg występowania
Rodzaj obejmuje gatunki występujące endemicznie na Madagaskarze. 

## Systematyka

### Etymologia
Pseudoacontias: gr. ψευδος pseudos „fałszywy”; rodzaj Acontias Cuvier, 1817.

### Podział systematyczny
Do rodzaju należą następujące gatunki:
- Pseudoacontias angelorum
- Pseudoacontias madagascariensis
- Pseudoacontias menamainty
- Pseudoacontias unicolor